# Tullhamnen

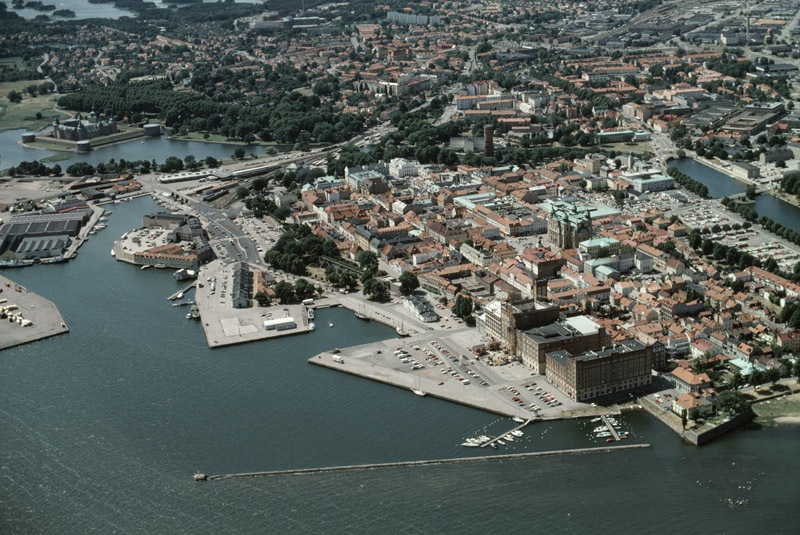
Tullhamnen

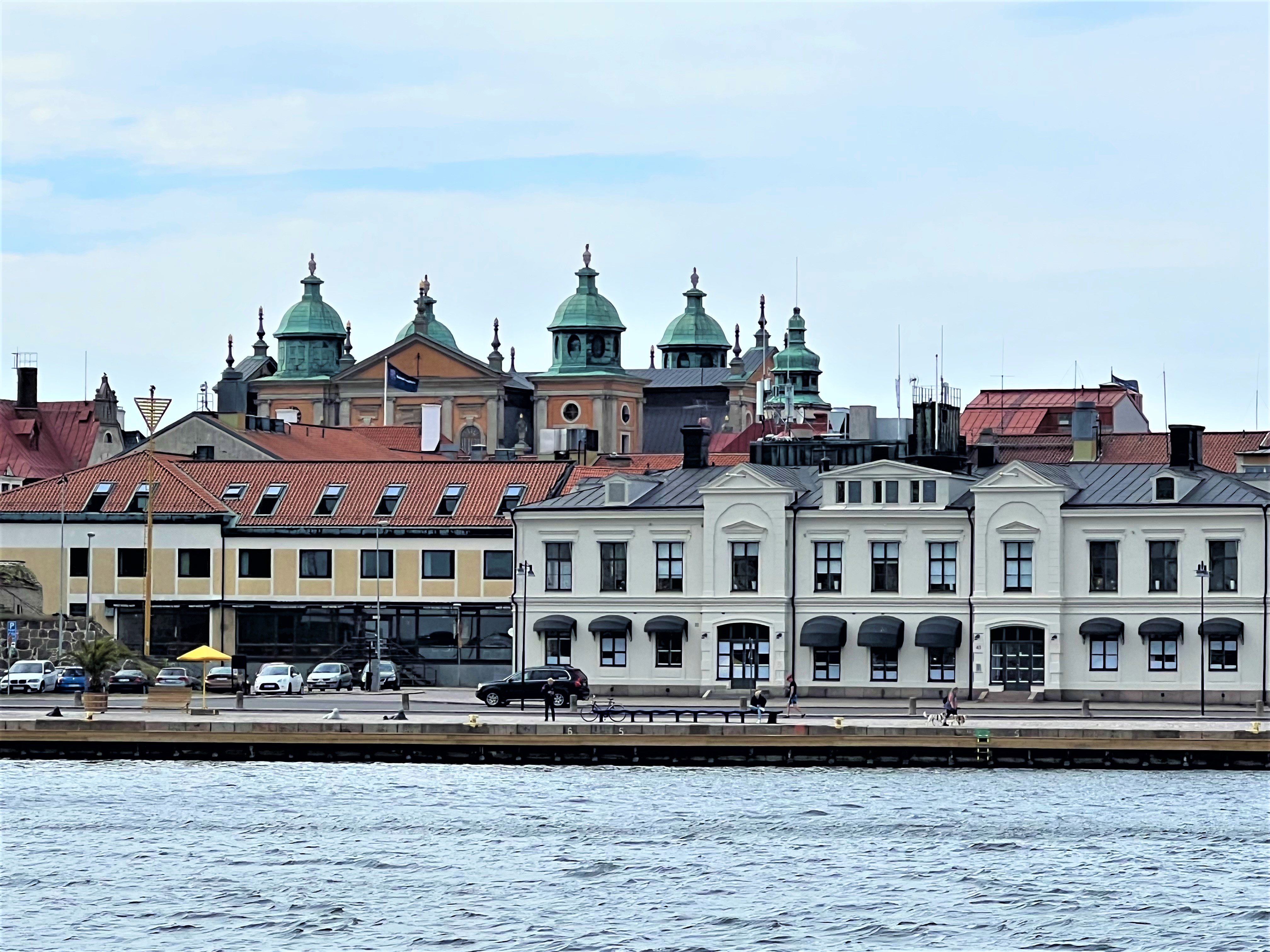
Skeppsbron med Tullhuset

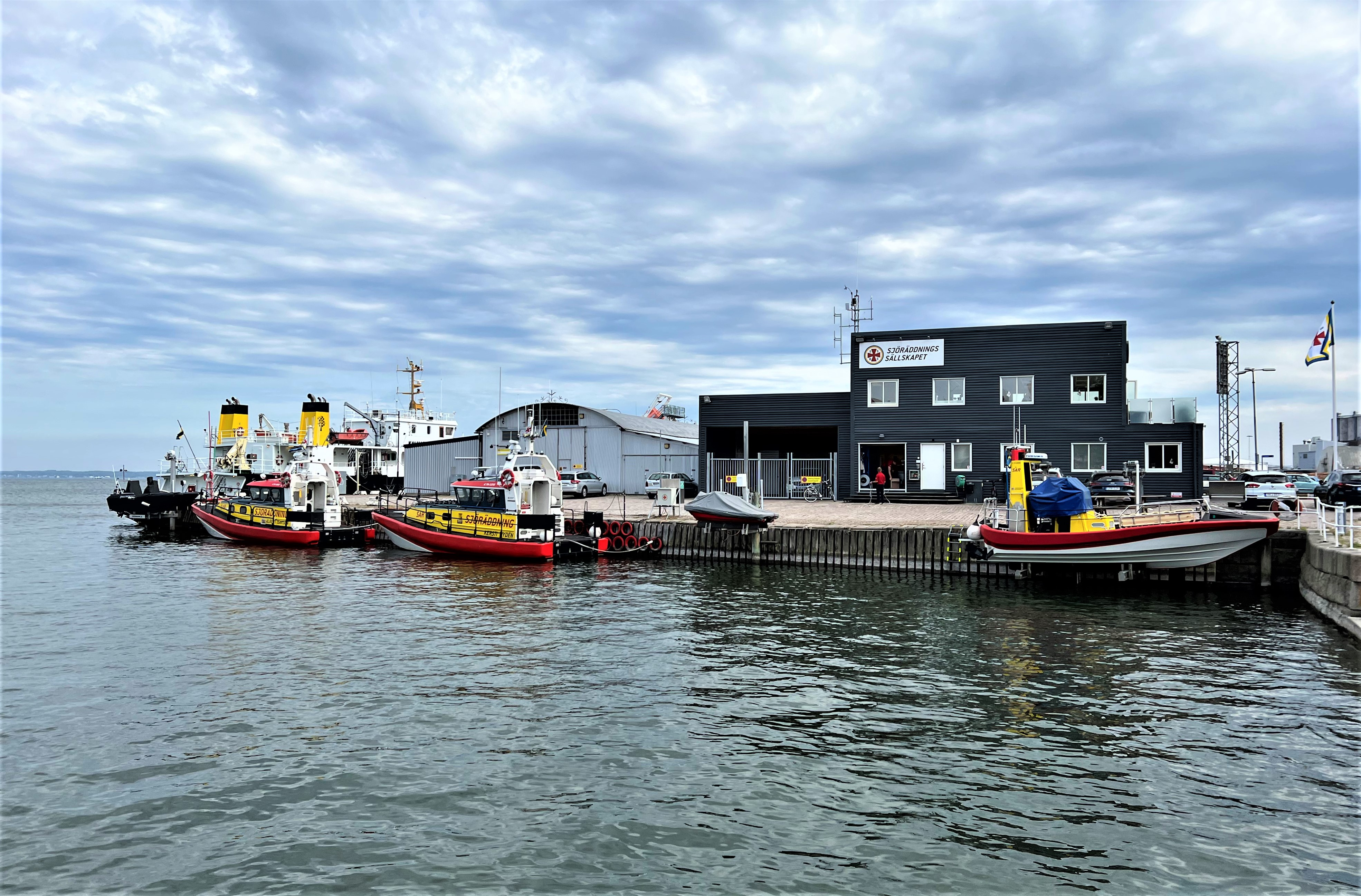
Räddningsstation Kalmar vid Tullhamnen

Tullhamnen är en del av Kalmar hamn, som under slutet av 1800-talet och början av 1900-talet utgjorde huvuddelen av hamnen. 
Det medeltida Kalmars hamn utgjordes av Slottsfjärden mellan Kalmar slott och Kvarnholmen. Efter det att staden flyttats till Kvarnholmen och befästningsstaden Kalmar anlagts där, förlades sjötrafiken till bryggor utanför befästningsvallen på öns sydöstra sida. Den största bryggan, Storbron, låg utanför Kavaljersporten. Under 1800-talets andra del fylldes området utanför befästningen upp och anlades kajer. 
År 1886 uppfördes Tullhuset för Generaltullstyrelsen och Kalmar hamn,

## Bildgalleri

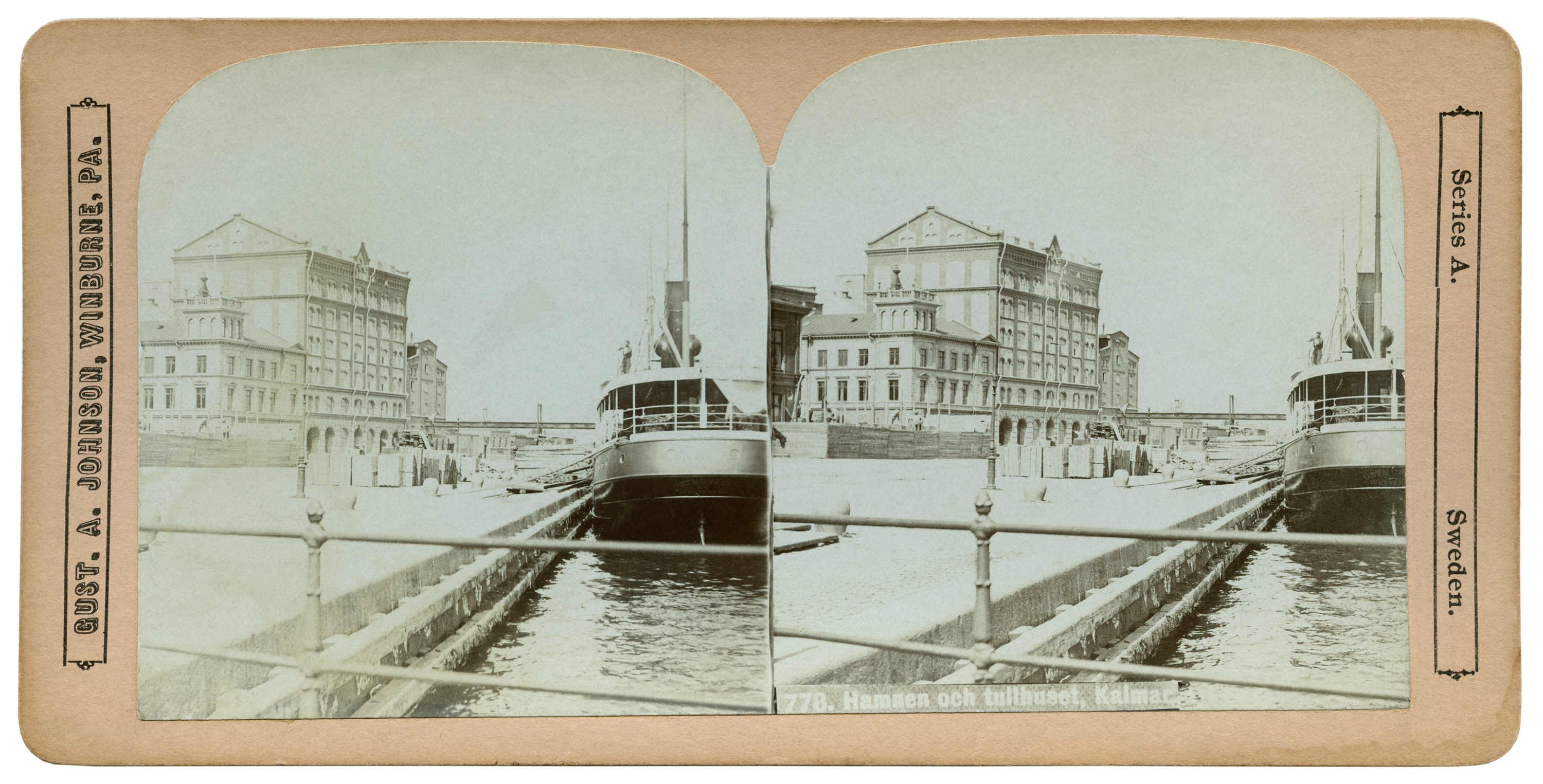
Tullhamnen med Kalmar Ångkvarn, okänt årtal
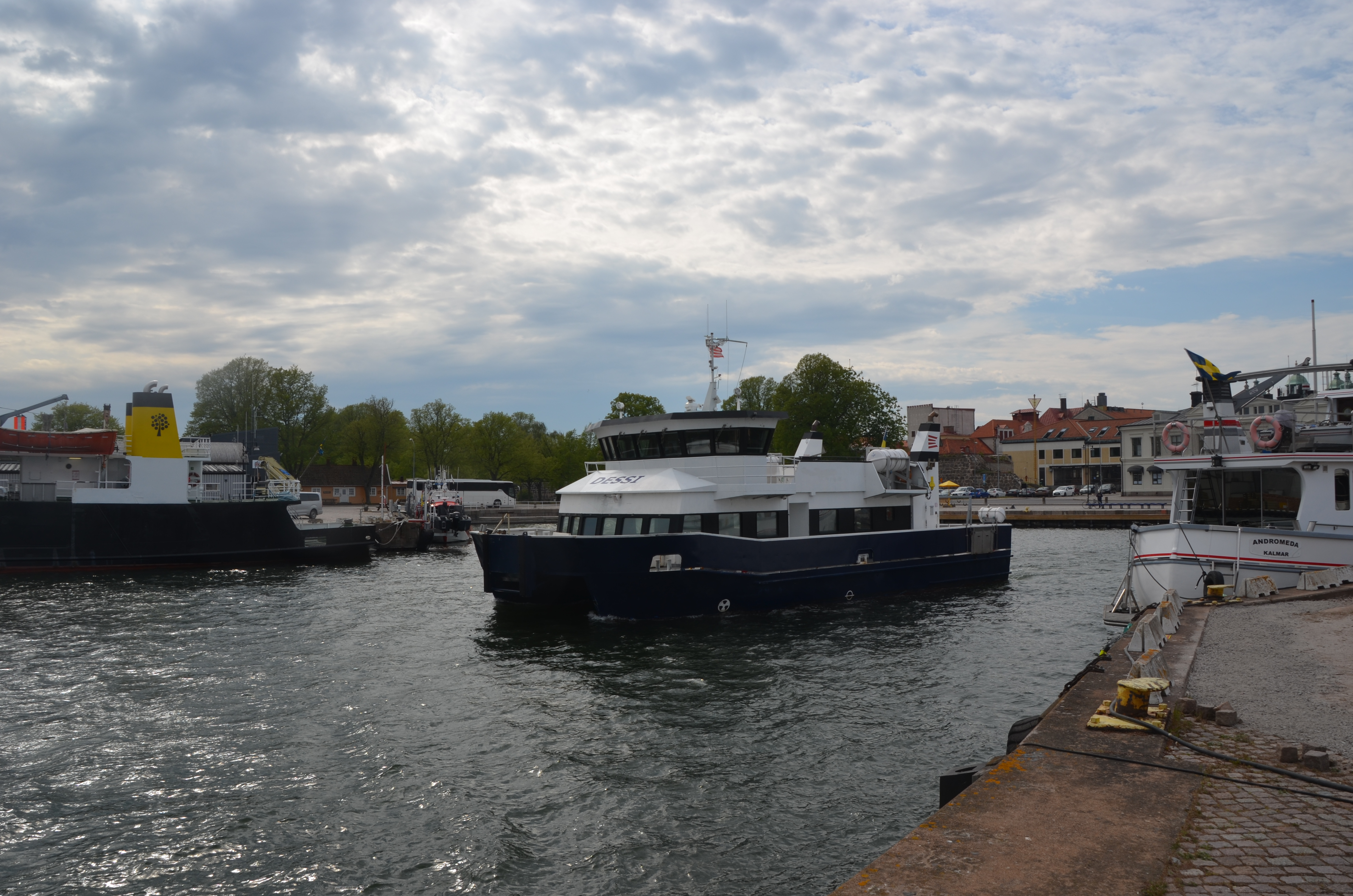
Passagerar- och cykelfärjan M/S Dessi i Tullhamnen